# 7274 Washioyama
A 7274 Washioyama (ideiglenes jelöléssel 1982 FC) a Naprendszer kisbolygóövében található aszteroida. Tsutomu Seki fedezte fel 1982. március 21-én.